# CITED4
CITED4 (англ. Cbp/p300 interacting transactivator with Glu/Asp rich carboxy-terminal domain 4) – білок, який кодується однойменним геном, розташованим у людей на 1-й хромосомі. Довжина поліпептидного ланцюга білка становить 184 амінокислот, а молекулярна маса — 18 569.
| 10         |  | 20         |  | 30         |  | 40         |  | 50         |
| ---------- |  | ---------- |  | ---------- |  | ---------- |  | ---------- |
| MADHLMLAEG |  | YRLVQRPPSA |  | AAAHGPHALR |  | TLPPYAGPGL |  | DSGLRPRGAP |
| LGPPPPRQPG |  | ALAYGAFGPP |  | SSFQPFPAVP |  | PPAAGIAHLQ |  | PVATPYPGRA |
| AAPPNAPGGP |  | PGPQPAPSAA |  | APPPPAHALG |  | GMDAELIDEE |  | ALTSLELELG |
| LHRVRELPEL |  | FLGQSEFDCF |  | SDLGSAPPAG |  | SVSC       |  |            |

A: Аланін

C: Цистеїн

D: Аспарагінова кислота

E: Глутамінова кислота

F: Фенілаланін

G: Гліцин

H: Гістидин

I: Ізолейцин

L: Лейцин

M: Метіонін

N: Аспарагін

P: Пролін

Q: Глутамін

R: Аргінін

S: Серин

T: Треонін

V: Валін

Кодований геном білок за функцією належить до активаторів. 
Задіяний у таких біологічних процесах, як транскрипція, регуляція транскрипції. 
Локалізований у цитоплазмі, ядрі.